# Господарі вулиць
«Господарі вулиць» — кінофільм режисера Родні Двіра, що вийшов на екрани в 2008 році.

## Зміст
Вулиці Сан-Франциско захлеснула хвиля насильства. Різні мафіозні угруповання почали масштабну війну за право бути королями міста. Вночі і серед білого дня десятками гинуть люди. Постійні перестрілки, захоплення заручників і вибухи роблять життя звичайних жителів сущим пеклом. Поліція нічого не може вдіяти. Та не всі ще опустили руки. Наші герої – детективи-напарники, які звикли до жорстких методів і готові прийняти правила гри, нав'язані мафією.

## Ролі
| Актор           | Роль |
| --------------- | ---- |
| Nathan Allard   | -    |
| Mike Beange     | -    |
| Маршалл Еріксон | -    |
| Шеннон Еверетт  | -    |
| Робін Фріджеріо | -    |
| Деміен Гілберт  | -    |
| Том Гілберт     | -    |
| Ніл Грін        | -    |
| Tony LaChimea   | -    |
| Майкл Пікард    | -    |

## Знімальна група
- Режисер — Родні Двіра
- Сценарист — Родні Двіра
- Продюсер — Родні Двіра, Ніл Грін, Роб Світ
- Композитор — Jonas Shane Meekis, Родні Двіра